# کتاب مورمون (موزیکال)
کتاب مورمون (انگلیسی: The Book of Mormon) نام یک تئاتر موزیکال کمدی است که اولین بار در ۲۰۱۱ روی پرده رفت. این موزیکال عقاید مورمون‌ها را به شوخی می‌گیرد اما در نهایت قدرت عشق و خدمت را تایید می‌کند. متن، ترانه‌ها و موسیقی توسط تری پارکر، رابرت لوپز و مت استون نوشته شده‌است. پارکر و استون به خاطر ایجاد سری کمدی ساوت پارک مشهور هستند.
این موزیکال داستان دو میسیونری است که برای تبلیغ کلیسای عیسی مسیح قدیسان آخرالزمان به اوگاندا می‌روند که در آنجا ایدز، قحطی و سرکوب مشکلات بزرگی برای روستاها هستند.
کتاب مورمون برنده جایزه تونی برای بهترین موزیکال، بهترین ترانه، بهترین متن، بهترین بازیگر زن، بهترین کارگردانی موزیکال در سال ۲۰۱۱ شد.